# Eremias intermedia
Espèce
Synonymes
- Podarces intermedia Strauch, 1876
- Scapteira transcaspica Nikolsky, 1905
- Eremias intermedia var. oxyrrhina  Bedriaga, 1912

Eremias intermedia est une espèce de sauriens de la famille des Lacertidae.

## Répartition
Cette espèce se rencontre dans le nord-est de l'Iran, au Turkménistan, au Tadjikistan, en Ouzbékistan et au Kazakhstan.

## Publication originale
- Prjevalski, 1876 : Mongoliya i Strana Tangutov. Tryokhletneye puteshestviye v Vostochnoj Nagoruoj Asii. Société géographique impériale de Russie.